# Thomas H. Raddall
Thomas H. Raddal (Hythe, 13 november 1903 - 1 april 1994) was een Canadees schrijver van met name historische fictie en geschiedenis.
Radall schreef vele documentaires voor radio en tv. Verder nog verschillende romans en novellen (Blinde MacNair). Hoewel hij vooral bekendheid verwierf als fictie-schrijver, werkte hij ook mee aan non-fictie op het gebied aan geschiedenis. 

## Bibliography
- At the Tide's Turn and Other Stories
- The Cape Breton Giant and Other Writings
- Courage in the Storm
- The Dreamers
- Footsteps on Old Floors: True Tales of Mystery - 1958
- The Governor's Lady - 1960
- Halifax, Warden of the North - 1948
- Hangman's Beach
- His Majesty's Yankees - 1942
- In My Time: A Memoir - 1976
- The Markland Sagas, With a Discussion of Their Relation to Nova Scotia
- The Mersey Story
- A Muster of Arms and Other Stories
- The Nymph and the Lamp - 1950
- Path of Destiny: Canada From the British Conquest to Home Rule - 1957
- A Pictorial Guide to Historic Nova Scotia, Featuring Louisbourg, Peggy's Cove, Sable Island
- The Pied Piper of Dipper Creek and Other Tales
- Pride's Fancy - 1948
- Roger Sudden - 1946
- The Rover: The Story of a Canadian Privateer - 1958
- The Saga of the "Rover"
- Son of the Hawk
- Tambour and Other Stories
- This Is Nova Scotia, Canada's Ocean Playground
- Tidefall - 1953
- The Wedding Gift and Other Stories
- West Novas: A History of the West Nova Scotia Regiment
- The Wings of Night - 1957

- Bibsys: 90816413
- CiNii: DA11158765
- Gemeinsame Normdatei: 119024624
- International Standard Name Identifier: 0000 0000 8184 5961
- Library of Congress Control Number: n50052424
- MusicBrainz: 14f46031-d080-4b1c-9c6f-9be7d788bea7
- Nationale Bibliotheek van Tsjechië: mub2013787313
- Nationale bibliotheek van Australië: 35438913
- Nationale Bibliotheek van Israël: 987007277778005171
- Nederlandse Thesaurus van Auteursnamen: 072372427
- Réseau des bibliothèques de Suisse occidentale: 02-A003722807
- Système universitaire de documentation: 106978241
- Virtual International Authority File: 115893402
- WorldCat: E39PBJkHtGw3jPcQF3BfVQVwG3